# Latouchia pavlovi
Latouchia pavlovi är en spindelart som beskrevs av Schenkel 1953. Latouchia pavlovi ingår i släktet Latouchia och familjen Ctenizidae. Inga underarter finns listade i Catalogue of Life.